# Petrykozy (gromada w powiecie opoczyńskim)
Petrykozy – dawna gromada, czyli najmniejsza jednostka podziału terytorialnego Polskiej Rzeczypospolitej Ludowej w latach 1954–1972.
Gromady, z gromadzkimi radami narodowymi (GRN) jako organami władzy najniższego stopnia na wsi, funkcjonowały od reformy reorganizującej administrację wiejską przeprowadzonej jesienią 1954 do momentu ich zniesienia z dniem 1 stycznia 1973, tym samym wypierając organizację gminną w latach 1954–1972.
Gromadę Petrykozy z siedzibą GRN w Petrykozach utworzono – jako jedną z 8759 gromad na obszarze Polski – w powiecie opoczyńskim w woj. kieleckim, na mocy uchwały nr 13g/54 WRN w Kielcach z dnia 29 września 1954. W skład jednostki weszły obszary dotychczasowych gromad: Petrykozy ze zniesionej gminy Białaczów w powiecie opoczyńskim, Parczówek i Kuraszków ze zniesionej gminy Stużno w powiecie opoczyńskim oraz Giełzów ze zniesionej gminy Gowarczów w powiecie koneckim. Dla gromady ustalono 20 członków gromadzkiej rady narodowej.
31 grudnia 1959 do gromady Petrykozy przyłączono wsie Skronina i Sędów, parcelację Skronina oraz osadę młyńską Skronina ze zniesionej gromady Skronina w tymże powiecie; z gromady Petrykozy wyłączono natomiast wieś Giełzów, włączając ją do gromady Gowarczów w powiecie koneckim.
Gromada przetrwała do końca 1972 roku, czyli do kolejnej reformy gminnej.